# Бэтмен: Начало
«Бэ́тмен: Нача́ло» (англ. Batman Begins) — супергеройский фильм 2005 года, четвёртый полнометражный фильм режиссёра Кристофера Нолана по сценарию Нолана и Дэвида С. Гойера. В фильме, основанном на персонаже DC Comics Бэтмене, Кристиан Бейл играет Брюса Уэйна / Бэтмена, а Майкл Кейн, Лиам Нисон, Кэти Холмс, Гэри Олдмен, Киллиан Мёрфи, Том Уилкинсон, Рутгер Хауэр, Кэн Ватанабэ и Морган Фримен исполняют роли второго плана. Фильм перезапускает серию фильмов о Бэтмене, рассказывая историю происхождения Брюса Уэйна от смерти его родителей до его стремления стать Бэтменом и его борьбы за то, чтобы помешать Ра’с аль Гулу и Пугалу погрузить Готэм-Сити в хаос.
После того, как «Бэтмен и Робин» был раскритикован критиками и провалился в прокате, студия Warner Bros. Pictures отменила будущие фильмы о Бэтмене, в том числе запланированный фильм Джоэла Шумахера «Бэтмен освобождённый». В период с 1998 по 2003 год несколько режиссёров сотрудничали с Warner Bros. в попытке перезапустить франшизу. После того, как студия отклонила проект Джосса Уидона по перезапуску истории о происхождении Бэтмена, предложенный в декабре 2002 года, Warner Bros. в январе 2003 года наняла Нолана для съёмок нового фильма. Нолан и Гойер приступили к работе над фильмом в начале 2003 года. Стремясь к более мрачному и реалистичному звучанию по сравнению с предыдущими фильмами, они стремились привлечь эмоциональное внимание аудитории к личностям главного героя - Бэтмена и Брюса Уэйна. Фильм, который снимался в основном в Великобритании, Исландии и Чикаго, в значительной степени опирался на традиционные трюки и миниатюрные эффекты, при этом компьютерные изображения использовались в минимальном объёме по сравнению с другими боевиками. Вдохновением послужили сюжетные линии комиксов «Человек, который падает», «Бэтмен. Год первый» и «Бэтмен. Долгий Хэллоуин».
Ожидания от «Бэтмена: Начало» варьировались от умеренных до низких, что было вызвано плохим восприятием «Бэтмена и Робина», из-за которого в 1997 году была приостановлена серия фильмов о Бэтмене. После премьеры в Токио 31 мая 2005 года фильм был выпущен в прокат 15 июня 2005 года. Он получил весьма положительные отзывы критиков, которые сочли фильм лучшим по сравнению с фильмами о Шумахере. Фильм собрал в мировом прокате более 375,3 миллиона долларов, став девятым по кассовым сборам фильмом 2005 года и вторым по кассовым сборам фильмом о Бэтмене на тот момент после «Бэтмена» Тима Бёртона (1989). Получив номинацию на премию «Оскар» за лучшую операторскую работу, фильм поднял Бэйла до статуса исполнителя главной роли, а Нолана сделал известным режиссёром.
С момента своего выхода «Бэтмен: Начало» часто упоминается как один из самых влиятельных фильмов 2000-х годов. Ему приписывают возрождение образа Бэтмена в популярной культуре, придание ему более мрачного и серьёзного тона и стиля. Фильм помог популяризировать термин "перезагрузка" в Голливуде, вдохновив студии и кинематографистов на возрождение франшиз в реалистичном и серьезном ключе. За ним последовали «Тёмный рыцарь» (2008) и «Тёмный рыцарь: Возрождение легенды» (2012) - три фильма, составляющие трилогию «Тёмный рыцарь».

## Сюжет
В Готэм-сити, после падения в колодец и нападения летучих мышей, молодой Брюс Уэйн начинает бояться их. В опере с родителями Брюс пугается из-за артистов, изображающих летучих мышей, и он просит уйти. Снаружи грабитель Джо Чилл убивает родителей Брюса прямо у него на глазах. Брюса воспитывает дворецкий семьи Альфред Пенниуорт.
Четырнадцать лет спустя Чилл дает показания против главаря мафии Кармайна Фальконе и условно освобождается. Брюс намеревается убить Чилла, чтобы отомстить за своих родителей, но один из киллеров Фальконе делает это первым. Подруга детства Брюса, Рэйчел Доус, ругает его за действия, выходящие за рамки системы правосудия. После столкновения с Фальконе, который говорит, что настоящая сила исходит от страха, Брюс проводит следующие семь лет, путешествуя по миру, тренируясь в боях и погружаясь в преступный мир.
В тюрьме Бутана к нему обращается Анри Дюкар, который вербует Брюса в Лигу Теней, возглавляемую Ра'с аль Гулом. Лига считает, что Готэм уже не спасти, и намеревается уничтожить его. После завершения обучения Брюс отвергает Лигу и ее наказ о необходимости убийства. Он сбегает, сжигая храм Лиги Теней. Ра'с погибает под падающими обломками, в то время как Брюс спасает бессознательного Дюкара. Намереваясь бороться с преступностью, Брюс возвращается в Готэм и проявляет интерес к компании своей семьи, Wayne Enterprises, которую бизнесмен Уильям Эрл выводит на биржу. Архивариус компании Люциус Фокс, друг отца Брюса, предоставляет ему доступ к прототипам оборонных технологий, включая защитный костюм и бронированный автомобиль Tumbler. Брюс публично выдает себя за плейбоя, при этом обустраивая базу в пещерах под особняком Уэйнов и принимая на себя роль мстителя «Бэтмена», вдохновленного его детским страхом, который он теперь победил.
Перехватив партию наркотиков, Бэтмен предоставляет Рэйчел, теперь помощнику окружного прокурора Готэма, улики против Фальконе и привлекает сержанта Джеймса Гордона, одного из немногих честных полицейских Готэма, чтобы арестовать его. В тюрьме Фальконе встречает доктора Джонатана Крейна, коррумпированного психолога, который с его помощью провозил наркотики в Готэм. Надев маску пугала, Крейн распыляет на Фальконе вызывающий страх галлюциноген, сводя его с ума, в результате того переводят в лечебницу Аркхэм. Во время расследования дела Крейна Бэтмен попадает в засаду и оказывается под действием галлюциногена. Бэтмен едва успевает сбежать, и его спасают Альфред и Фокс, которые разрабатывают противоядие от галлюциногена.
Когда Рэйчел обвиняет Крейна в коррупции, тот признается, что подсыпал свой галлюциноген в водопровод Готэма. Позже Бэтмен усмиряет Крейна и распыляет на него свой собственный химикат. Во время допроса Крейн утверждает, что работает на Ра'с аль Гула. Бэтмен ускользает от полиции, чтобы увести Рэйчел в безопасное место, и вводит ей противоядие. Он дает ей два флакона: один для Гордона, а другой для массового производства. На дне рождения Брюса Дюкар снова появляется и раскрывает, что он настоящий Ра'с аль Гул. Украв мощный микроволновый излучатель у Wayne Enterprises, он планирует испарить водопровод Готэма, выпустив галлюциноген Крейна в воздух и вызвав массовую истерию, которая уничтожит город. Ра'с поджигает особняк Уэйнов и оставляет Брюса умирать, но Альфред спасает его. Ра'с загружает излучатель в монорельсовый поезд Готэма, чтобы выпустить галлюциноген в центральном источнике воды города. Бэтмен спасает Рэйчел от одурманенной толпы и раскрывает ей свою личность. Он дерется с Ра'сом в поезде, когда Гордон использует пушки Tumbler, чтобы уничтожить участок пути. Бэтмен сбегает из поезда и оставляет Ра'са умирать, когда тот падает.
Брюс заслуживает уважение Рэйчел. Однако она отказывается быть с ним, обещая, что они смогут быть вместе, когда Готэм больше не будет нуждаться в Бэтмене. Бэтмен становится публичным героем. После покупки контрольного пакета акций Wayne Enterprises Брюс увольняет Эрла и заменяет его Фоксом. Сержанта Гордона повышают до лейтенанта, он посылает Бэтмену Бэт-сигнал и рассказывает ему о преступнике, который оставляет после себя игральные карты Джокера. Бэтмен обещает разобраться и исчезает в ночи.

## В ролях
| Актёр            | Роль                              |
| ---------------- | --------------------------------- |
| Кристиан Бейл    | Брюс Уэйн / Бэтмен                |
| Кэти Холмс       | Рэйчел Доуз                       |
| Майкл Кейн       | дворецкий Альфред Пенниуорт       |
| Гэри Олдмен      | сержант / лейтенант Джеймс Гордон |
| Лиам Нисон       | Анри Дюккард / Ра’с аль Гул       |
| Киллиан Мёрфи    | доктор Джонатан Крейн / Пугало    |
| Морган Фримен    | Люциус Фокс                       |
| Рутгер Хауэр     | Уильям Эрл                        |
| Том Уилкинсон    | Кармайн Фальконе                  |
| Марк Бун младший | детектив Арнольд Фласс            |
| Кэн Ватанабэ     | фальшивый Ра’с аль Гул            |
| Джерард Мёрфи    | судья Фэйден                      |

| Актёр            | Роль                                                        |
| ---------------- | ----------------------------------------------------------- |
| Колин Макфарлейн | комиссар Джиллиан Б. Лоуб                                   |
| Лайнус Роуч      | Томас Уэйн                                                  |
| Сара Стюарт      | Марта Уэйн                                                  |
| Ричард Брэйк     | Джо Чилл                                                    |
| Ларри Холден     | прокурор Карл Финч                                          |
| Гас Льюис        | восьмилетний Брюс Уэйн                                      |
| Эмма Локхарт     | восьмилетняя Рэйчел Доуз                                    |
| Кристин Адамс    | секретарь Уильяма Эрла Джессика                             |
| Джек Глисон      | мальчик                                                     |
| Раде Шербеджия   | бездомный человек                                           |
| Тим Бут          | Виктор Зас                                                  |
| Илисса Фрадин    | Барбара Гордон                                              |
| Эндрю Плевин     | полицейский в форме                                         |
| Джереми Теобальд | техник готэмского департамента воды                         |
| Джон Нолан       | Дуглас Фредерикс, член совета директоров Wayne Enterprises. |

Катрин Портер, Люси Рассел, Карен Дэвид и Т. Дж. Рамини исполнили эпизодические роли убийцы Чилла, гостьи в ресторане, репортёра в здании суда и бандита Крейна, соответственно. Джон Фу, Джоуи Анса, Спенсер Уилдиг, Дейв Леджено, Хан Бонфилс появились в ролях бойцов Лиги Теней.

## Создание
Нолан и Гойер заявили, что на этот фильм повлияли прежде всего комиксы «Бэтмен: Год первый» и «Бэтмен: Долгий Хэллоуин».
Фальшивое название фильма на стадии съёмок было «The Intimidation Game».
Киллиан Мёрфи был в числе кандидатов на роль Бэтмена, но режиссёру он так понравился, что Нолан дал актёру роль Пугала. Другие кандидаты — Джошуа Джексон, Хью Дэнси, Билли Крадап, Эйон Бэйли, Дэвид Бореаназ, Гай Пирс.
В ранних вариантах сценария Рейчел должна была быть дальней родственницей семьи Грейсон (Дик Грейсон — первый Робин). Но Нолан удалил этот сценарный ход, чтобы поклонники не ожидали появления Робина в следующих фильмах. Человека, который неодобрительно произносит «Яблоко далеко упало от яблони, мистер Уэйн» после речи якобы пьяного Брюса Уэйна, сыграл актёр Джон Нолан, дядя Кристофера Нолана. В фильме играют трое актёров, исполнивших главные роли в дебютном фильме Нолана «Преследование» — Джереми Теобальд и Люси Рассел, которые сыграли техника готэмского департамента воды и гостью в ресторане, соответственно, а также дядя Нолана Джон, сыгравший Дугласа Фредерикса, одного из членов совета директоров Wayne Enterprises.
Компания Double Negative создавала визуальные эффекты для всех фильмов трилогии.

## Факты
- Кристиан Бейл восстановил хорошую физическую форму всего через полгода после экстремального похудения на 30 кг ради главной роли в фильме «Машинист»[9].
- Саундтрек фильма содержит несколько пасхальных яиц от создателей — все треки именуются различными латинскими названиями видов летучих мышей, а первые буквы названий треков с 4 по 9 составляют слово «BATMAN»[8].

## Награды
- Уолли Пфистер был номинирован «American Society of Cinematographers»[10] и был также номинирован на «Оскар» как «Лучшая операторская работа»[11].
- Британская Академия Кино и Телевидения номинировала фильм за «Лучшие декорации», «Лучшее достижение в области специальных визуальных эффектов» и «Лучший звук» в 2005 году[12].
- 3 премии «Сатурн» в номинациях «Лучший фильм-фэнтези», «Лучшая мужская роль» (Кристиан Бейл) и «Лучший сценарий» (Кристофер Нолан, Дэвид Гойер) и получил 5 номинаций, «Лучший актёр второго плана», «Лучший режиссёр» (Кристофер Нолан), «Лучшая музыка» (Ханс Циммер, Джеймс Ховард), «Лучшие костюмы» и «Лучшие спецэффекты» в 2006 году[13].
- Фильм был номинирован как «Лучший фильм» на MTV Movie Awards, также Киллиан Мёрфи был номинирован как «Лучший злодей», а Кристиан Бейл получил награду за «Лучшую мужскую роль» в 2006 году[14].
- Кэти Холмс была номинирована на «Золотую малину» как «Худшая актриса второго плана»[15].
- «Бэтмен: Начало» выиграл фанатскую премию «Лучший фильм» по версии Total Film[16].

## Другие медиа
В 2005 году по мотивам фильма вышла компьютерная игра Batman Begins, примечательная тем, что в английской версии игры весь актёрский состав фильма, кроме Гэри Олдмена, вернулся к озвучиванию своих персонажей.